# Michelle Colón
Michelle Marie Colón Ramírez (Bayamón, 1º settembre 2000) è una modella portoricana, vincitore di Miss Universo Porto Rico 2021.

## Biografia
Colón è nato il 1º settembre 2000 e vive a Bayamón, ma in seguito si è trasferito a Loíza. È di origine portoricana e afro-caraibica. Colón ha una lunga carriera nella modellazione poiché ha lavorato per vari designer affermati. È la fondatrice del C.A.R.E. Programma di rafforzamento. Attualmente sta frequentando la scuola come studentessa di biologia e pre-medicina.

## Concorso di bellezza
Colón è stata incoronata Miss Teen Americas Porto Rico 2018 e rappresentando Porto Rico, è stata incoronata Miss Teen Americas 2018 in El Salvador nel maggio 2018.

### Miss Universo Porto Rico 2021
Il 30 settembre 2021, Colón ha rappresentato Loíza nel concorso Miss Universo Porto Rico 2021 al Luis A. Ferré Performing Arts Center di San Juan, dove ha vinto il titolo. Alla fine dell'evento è subentrata l'uscente Estefanía Soto.

### Miss Universo 2021
Come Miss Universo Porto Rico, Colón ha rappresentato Porto Rico al concorso Miss Universo 2021 a Eilat, Israele.